# Juan José Carrillo
Juan José Carrillo (8 settembre 1842 – Los Angeles, 30 marzo 1916) è stato un politico statunitense.
Fu membro di una delle prime famiglie spagnole insediatesi in California ed importante figura nella storia della California del Sud.

## Biografia
Carrillo nacque a Santa Barbara, figlio di Pedro Carlos Antonio Carrillo (1818-1888) e Maria Josefa Bandini (1823-1896).
Sua madre era una delle tre sorelle Bandini: Maria Josefa, Ysidora e Arcadia
.
Suo nonno Carlos Antonio Carrillo (1783-1852) fu Governatore dell'Alta California dal 1837 al 1838, mentre suo zio José Antonio Carrillo fu tre volte sindaco di Los Angeles ed eroe nella guerra messico-statunitense.
Juan José Carrillo fu educato a Boston dal 1852 fino al 1858 anno in cui tornò in California. Dal 1875 al 1876 divenne poi Maresciallo della Città di Los Angeles (Los Angeles City Marshal).
Nel 1881 si spostò a Santa Monica lavorando come agente di sua zia Arcadia Bandini de Stearns Baker, la quale nel 1884 gli intestò il terreno su cui sorge il Woodlawn Memorial Cemetery di Santa Monica. Carrillo intestò fin dall'inizio lo stesso terreno alla Città.
Nel 1888 e fino al 1898 fu eletto nel Consiglio comunale di Santa Monica (Santa Monica City Council)
Fu in seguito presidente del consiglio di amministrazione (dal 1890 al 1897) e sindaco. Dopo il suo ritiro servì per due anni come sovrintendente delle strade (dal 1904 al 1906). Fu inoltre un giudice di polizia di Santa Monica dal 1905 al 1915
.
Sposò Francisca Roland (1849–1897) nel 1869 ed insieme ebbero undici figli, uno dei quali fu l'attore Leo Carrillo (1881-1961).
È sepolto al Woodlawn Memorial Cemetery di Santa Monica.